# La Polka
La Polka es una localidad del estado mexicano de Chiapas. Es parte del municipio de Tonalá.

## Demografía
| Gráfica de evolución demográfica |
|                                  |

| Censo | Población |
| ----- | --------- |
| 1910  | 103       |
| 1921  | 204       |
| 1930  | 211       |
| 1940  | 230       |
| 1950  | 294       |
| 1960  | 500       |
| 1970  | 996       |
| 1980  | 767       |
| 1990  | 953       |
| 2000  | 972       |
| 2010  | 965       |
| 2020  | 1 000     |